# House (marka)

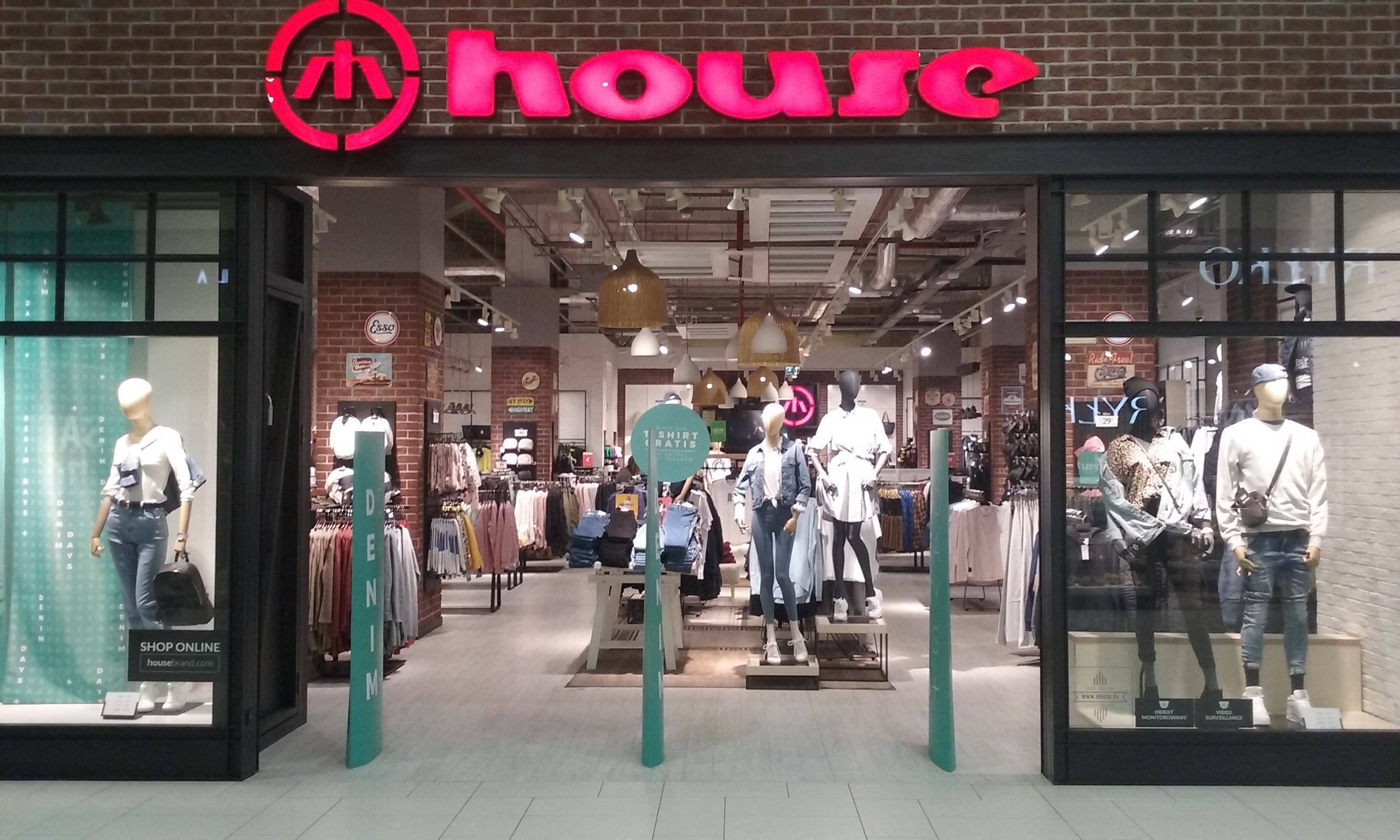
Salon odzieżowy House (LPP), Tomaszów Mazowiecki

House – międzynarodowa marka odzieżowa skierowana do młodych kobiet i mężczyzn. W swojej ofercie posiada zarówno stylizacje codzienne, jak i zgodne z bieżącymi trendami.
Została założona przez krakowską firmę ARTMAN. Pierwszy sklep otwarto latem 2001 r. we Wrocławiu. W 2009 r. marka została przejęta przez spółkę LPP.

## Zasięg
W Polsce działają 181 salonów stacjonarnych i sklep internetowy.
Marka sukcesywnie rozwija sieć sklepów w innych krajach Europy Środkowo-Wschodniej, gdzie funkcjonuje obecnie 141 salonów stacjonarnych. 
| Kraj                            | Liczba salonów | Sklep internetowy |
| ------------------------------- | -------------- | ----------------- |
| Polska                          | 181            | Tak               |
| Rosja                           | 53             | Tak               |
| Ukraina                         | 20             | Tak               |
| Czechy                          | 17             | Tak               |
| Rumunia                         | 11             | Tak               |
| Słowacja                        | 9              | Tak               |
| Estonia                         | 5              | Tak               |
| Bośnia i Hercegowina            | 4              | Tak               |
| Bułgaria                        | 4              | Tak               |
| Chorwacja                       | 4              | Tak               |
| Litwa                           | 3              | Tak               |
| Łotwa                           | 3              | Tak               |
| Węgry                           | 2              | Tak               |
| Serbia                          | 2              | Tak               |
| Kazachstan                      | 2              | Nie               |
| Finlandia                       | 1              | Nie               |
| Słowenia                        | 1              | Tak               |
| Niemcy                          | 0              | Tak               |
| Źródło: lpp.com, housebrand.com |                |                   |

## Nagrody
W 2017 roku film House. For all of you wyprodukowany na potrzeby kampanii SS17 House (reżyseria: Krzysztof Kosz i Kuba Bujas, zdjęcia Kacper Fertacz) otrzymał nagrodę Klubu Twórców Reklamy za najlepszy film modowy roku.